# Brusselse gewestverkiezingen 2004/Kandidatenlijst/Ecolo
Dit is de kandidatenlijst van Ecolo voor de Brusselse gewestverkiezingen van 2004. De verkozenen staan vetgedrukt.

## Effectieven
1. Evelyne Huytebroeck
2. Christos Doulkeridis
3. Dominique Braeckman
4. Yaron Pesztat
5. Geneviève Meunier
6. Fouad Lahssaini
7. Céline Delforge
8. Vincent Vanhalewijn
9. Tamimount Essaidi
10. Azeddine Lizani
11. Christine Gallez
12. Vincent Lurquin
13. Christine Collin
14. André Drouart
15. Anne Herscovici
16. Marc Verlinden
17. Anne Dirix
18. Paul Galand
19. Ginette Debuyck
20. Abderrahim Cherke
21. Marilou Servais
22. Jean-François Nandrin
23. Marianne Courtois
24. Jacques Simillion
25. Marie-Christine Lahaye
26. Jean-Louis Berlemont
27. Véronique Van Nuffel-Cerise
28. Rachid Chami
29. Laurence Requile
30. Michel Barnstijn
31. Jasmina Douieb
32. Ahmed Mouhssin
33. Nezha Haffou
34. Pierrot de Heusch
35. Chantal Liesse
36. Yves De Muijlder
37. Nine Muret
38. Jos Beni
39. Claire Finne
40. Pascal Naples
41. Anne Terlinden
42. Bill Kirkpatrick
43. Barbara Trachte
44. Philippe Delchambre
45. Antoinette Brouyaux
46. Mehmet Pamucku
47. Emily Hoyos
48. Sharham Matinfar
49. Christine Mahieu
50. Jean-Paul Gailly
51. Ouafae Bouyefrouri
52. Arnaud Pinxteren
53. Suzanne Mousset
54. Olivier Arendt
55. Laurence Vandeput
56. Michaël Desmet
57. Inès Swirky
58. Bastian Petter
59. Isabelle Tumba
60. Babe Mambo Elanga
61. Dominique Gallez
62. Jacques Teghem
63. Dominique Decoux
64. Vincent Wertz
65. Françoise Picqué
66. Didier Paternotte
67. Miguel Gonzalez
68. Ghittah Bennis
69. Josy Dubié
70. Marie Nagy
71. Henri Simons

## Opvolgers
1. Alain Daems
2. Bernadette Wynants
3. Yves Rouyet
4. Marie-Thérèse Coenen
5. Bernard Ide
6. Marie-Rose Geuten
7. Claude Adriaen
8. Véronique Gailly
9. Philippe Debry
10. Marijke Vanderschelden
11. Denis Fierens
12. Ann-Kristien Devloo
13. José Angeli
14. Anne-Françoise Theunissen
15. Alain Adriaens
16. Isabelle Durant